# Passagem de Guadalupe

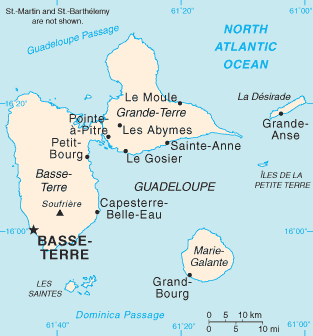
Mapa de Guadalupe, com a passagem de Guadalupe a nordeste da ilha

Passagem de Guadalupe (em inglês: Guadeloupe Passage) é o nome dado ao estreito do mar das Caraíbas que separa a ilhas de Guadalupe (a sul) de Monserrate e Antígua (a norte).